# Żabnik (dopływ Koziego Brodu)
Żabnik – potok, prawostronny dopływ Koziego Brodu o długości 3,98 km.
Potok przepływa przez Jaworzno. Płynie wąską i głęboką doliną, tworząc niewielkie zakola i rozlewiska. Na terenach występowania tego potoku został utworzony Rezerwat przyrody Dolina Żabnika.